# Kernu
Kernu (deutsch: Kirna) ist eine ehemalige Landgemeinde im estnischen Kreis Harju mit einer Fläche von 174,7 km². Sie hatte 1665 Einwohner (Stand: 1. Juni 2010). Seit 2017 ist Kernu Teil der Landgemeinde Saue.
Neben dem Hauptort Haiba gehören zur Gemeinde die Dörfer Allika, Hingu, Kaasiku, Kabila, Kernu, Kibuna, Kirikla, Kohatu, Kustja, Laitse, Metsanurga, Mõnuste, Muusika, Pohla, Ruila und Vansi.
Besonders sehenswert sind die Gutshäuser von Laitse (fertiggestellt 1892, heute Hotel und Restaurant), Kernu (erbaut 1637) und Ruila (bereits 1241 erstmals erwähnt).